# Nolan-Diagramm
Das Nolan-Diagramm (englisch Nolan Chart) ist ein Modell des politischen Spektrums. Es klassifiziert Ideologien auf zwei Achsen nach ihrer Einstellung zu staatlicher Einflussnahme im wirtschaftlichen und im privaten Bereich. Libertäre verwenden es für ihre Öffentlichkeitsarbeit. Allgemein gilt es als libertär voreingenommen.
Entwickelt wurde das Modell von David Nolan. Er veröffentlichte es 1971 in der Januarausgabe von The Individualist, der Zeitschrift der Society for Individual Liberty. Ende des gleichen Jahres beteiligte sich Nolan an der Gründung der amerikanischen Libertarian Party. Steve Mariotti nennt das Nolan-Diagramm “the defining document of the Libertarian party” (deutsch: „das Dokument, das die Libertarian Party geprägt hat“).

## Beschreibung
Das Nolan-Diagramm klassifiziert politische Ideologien danach, inwieweit sie im wirtschaftlichen und im privaten Bereich staatliche Einflüsse ablehnen. Nach libertärer Definition wird das Fehlen staatlicher Einflussnahme mit Freiheit gleichgesetzt.
Das Diagramm wird üblicherweise als auf der Spitze stehendes Quadrat gezeichnet. Der Nullpunkt befindet sich unten. Die Achse diagonal hoch nach links beschreibt die Ablehnung staatlichen Einflusses auf das Privatleben, jene diagonal hoch nach rechts die Ablehnung staatlichen Einflusses auf die Wirtschaft.
In den vier Ecken ist jeweils eine Ideologie angesiedelt:
- Links befindet sich die politische Linke, der Sozialliberalismus (amerikanisches Englisch: Liberalism). Er befürworte eine starke staatliche Kontrolle der Wirtschaft, aber wenig über das Privatleben.
- Rechts befindet sich die politische Rechte, der Konservatismus. Er befürworte wenig staatliche Kontrolle der Wirtschaft (Laissez-faire), aber starke über das Privatleben.
- Oben befindet sich der Libertarismus, der in beiden Bereichen staatliche Kontrolle ablehne.
- Unten befindet sich der Autoritarismus, der sie in beiden Bereichen befürworte.

Das Zentrum wird von der nicht näher definierten politischen Mitte eingenommen.

Vom libertären Liberalen Institut veröffentlichte Variante

Das libertäre Liberale Institut hat eine Variante des Nolan-Diagramms veröffentlicht, in der „Sozialliberal[er]“ durch Sozialdemokrat und „Autoritär[er]“ durch Sozialist/Kommunist/Faschist ersetzt ist.

## Rezeption
Libertäre verwenden das Nolan-Diagramm für ihre Öffentlichkeitsarbeit. Das kleinste politische Quiz der Welt (englisch The World’s Smallest Political Quiz) der Advocates for Self-Government weist einem anhand von 10 Fragen eine Position auf dem Nolan-Diagramm zu. Jacob H. Huebert schreibt: “it shows some people that they are more libertarian than they realized” (deutsch: „es zeigt manchen Menschen, dass sie libertärer sind, als sie dachten“).
Für Brian Patrick Mitchell war das Modell ein klarer Fortschritt. Es zeigt, dass sich der Libertarismus sowohl von der Rechten als auch von der Linken unterscheidet. In High Schools wurde es im Gemeinschaftskundeunterricht verwendet. Dennoch genießt es außerhalb libertärer Kreise kein großes Ansehen.
Das liegt laut Mitchell an folgenden Mängeln des Modells:
- Die grundsätzliche Unterscheidung von Gesellschafts- und Wirtschaftspolitik hat keine theoretische Grundlage. Ein Beispiel ist die Einwanderungspolitik. Einwanderung kann den Multikulturalismus fördern (Gesellschaftspolitik) und billige Arbeitskräfte bereitstellen (Wirtschaftspolitik).
- Die These, Rechte würden staatlichen Einfluss auf das Privatleben grundsätzlich befürworten und Linke ihn ablehnen, ist nicht haltbar. Zum Beispiel tritt die amerikanische Rechte für ein lockeres Waffenrecht ein, die Linke für ein scharfes.
- Die libertäre Definition von Freiheit ist nicht allgemein anerkannt. Libertäre berücksichtigen nur die negative Freiheit, die Abwesenheit von Zwang. Vor allem im linken Spektrum wird hingegen Wert auf die positive Freiheit gelegt. Zu ihr gehört auch, die Möglichkeit und Gelegenheit zu haben, seine Bedürfnisse und Wünsche zu erfüllen.

Auch von libertärer Seite wird das Model kritisiert. Wie Mitchell hält Huebert Nolans Definition von links und rechts für fragwürdig. Er hält sowohl die Einstellung der Linken zu persönlicher als auch die Einstellung der Rechten zu wirtschaftlicher Freiheit für inkonsequent. Weiterhin führt er auf:
- Persönliche und wirtschaftliche Freiheit seien schwierig zu trennen. Man könne die Freiheit, Drogen zu verkaufen und sich zu prostituieren, auch als wirtschaftliche Freiheit bezeichnen, die Freiheit, unter Bedingungen und für einen Lohn seiner Wahl zu arbeiten, auch als persönliche.
- Libertäre lehnen Kriege generell ab. Das Thema sei vielen von ihnen so wichtig, dass es herausgehoben behandelt werden sollte. Das Nolan-Diagramm behandelt es jedoch gar nicht.

## Weiterführende Literatur
- David Nolan: Classifying and Analyzing Politico-Economic Systems. In: The Individualist. Januar 1971 (englisch, hier wurde das Nolan-Diagramm erstmals veröffentlicht[5]).